# Hällestadstenen 3
Hällestadstenen 3, med signum DR 297, är en runsten som ligger inmurad i ena ytterväggen på Hällestads kyrka, Hällestads socken och Lunds kommun i Skåne. Stenens ursprungliga plats är okänd, troligen har den stått på en gårdsäga någonstans i trakten och när sockenkyrkan sedermera uppfördes fick den liksom ett par andra runstenar tjänstgöra som byggnadsmaterial. Den ornamental stilen är rak. På inskriften nedan följer först en runtext och därefter en translittererad översättning:

## Inskriften
Runor:
ᚭᛋᛒᛁᚢᚱᚾ ᛬ ᚼᛁᛘ ᛬ ᚦᛅᚴᛁ ᛬ ᛏᚢᚴᛅ ᛬ ᛋᛅᛏᛁ ᛬ ᛋᛏᛁᚾ ᛬ ᚦᛅᛋᛁ ᛬ ᛁᚠᛏᛁᛦ ᛬ ᛏᚢᚴᛅ ᛬ ᛒᚱᚢᚦᚢᚱ ᛬ ᛋᛁᚾ ᛬
En translitterering av inskriften lyder:
osbiurn : him:þaki : tuka : sati : stin ¶ : þasi : iftiR : tuka : bruþur : sin :
Normaliserad:
Æsbiorn, hemþægi Toka, satti sten þæssi æftiR Toka, broþur sin.
Nusvenska:
Asbjörn, Tokes hirdman, satte denna sten efter sin broder Toke.
Hällestadsstenen 3 har på flera sätt klara samband med de övriga Hällestadsstenarna. Möjligen kan även denna sättas i samband med det omtalade slaget på Fyrisvallarna i Uppsala i slutet på 980-talet.